# Dioscorea coreana
Dioscorea coreana là một loài thực vật có hoa trong họ Dioscoreaceae. Loài này được (Prain & Burkill) R.Knuth mô tả khoa học đầu tiên năm 1924.